# Prionocera naskapi
Prionocera naskapi är en tvåvingeart som beskrevs av Irwin Murray Brodo 1987. Prionocera naskapi ingår i släktet Prionocera och familjen storharkrankar. Inga underarter finns listade i Catalogue of Life.